# Maercken zu Geerath
Maercken zu Geerath ist der Name eines deutschen Adelsgeschlechts.

## Geschichte
Die Familie stammt aus dem Rheinland und wird 1535 urkundlich mit dem Schöffen Johann Kremer in Merken, von wo auch der Name entlehnt ist, zuerst genannt. Geerath leitet sich von Gierath ab, das Johann Cremerius von [= aus] Marcken, ab 1610 von Maercken († 1639), herzoglich jülich-bergischer Rat und Kammerdirektor der Hof- und Rechenkammer, erwarb. Am 22. Mai 1640 erfolgte für seine Söhne die Hebung in den rittermäßigen Reichsadelstand. Am 10. April 1742 kam die in den Reichsfreiherrenstand. Dieser wurde am 27. Dezember 1832 in Preußen anerkannt. Am 16. Januar 1844 erfolgte die Immatrikulation bei der Freiherrenklasse im Königreich Bayern.

## Wappen
Das Wappen (1742) zeigt in Silber fünf (1, 3, 1) mit blauen Ringen belegte rote Kugeln oder Ballen. Auf dem Helm mit rot-silbernen Decken ein wachsender flugbereiter silberner Schwan.

## Angehörige
- Franz Gottfried von Maercken (1768–1833), der erste Landrat des Kreises Gladbach
- Leo von Maercken zu Geerath (1849–1923), preußischer Generalmajor
- Curt von Maercken zu Geerath (Kurt von Maercken; 1887–1945), deutscher Jurist und Verwaltungsbeamter
- Jürgen von Maercken zu Geerath (1915–1945), deutscher Offizier